# 5396 Kathleenhowell
5396 Kathleenhowell eller 1988 SH1 är en asteroid i huvudbältet som upptäcktes den 20 september 1988 av den belgiske astronomen Henri Debehogne vid La Silla-observatoriet. Den är uppkallad efter amerikanen Kathleen C. Howell.